# Jan Jørgensen
Pour les articles homonymes, voir Jørgensen.
Jan Eiberg Jørgensen, né le 12 mars 1970 à Copenhague, est un ancien handballeur danois, jouant au poste d'arrière droit.

## Biographie

### Palmarès
Avec le SG Flensburg, il remporte trois coupes d'Europe : la Coupe de l'EHF 1996-1997, la Coupe des Villes 1998-1999 et la Coupe des coupes 2000-2001.

## Carrière internationale
Jan Eiberg Jørgensen a été sélectionné à 101 reprises en équipe nationale et a marqué 314 buts. Lors du championnat d'Europe de 1994, au Portugal, il est élu meilleur arrière droit du tournoi.